# Soy Luna
Soy Luna is een Argentijnse telenovela die op 14 maart 2016 in première ging op Disney Channel Argentinië. De serie is gemaakt door Jorge Edelstein.
De serie liep van 14 maart 2016 - 17 augustus 2018. De drie seizoenen zijn in Nederland en België al volledig uitgezonden.
Ridder van Kooten en Shalisa van der Laan zongen Niet te Stoppen, het introlied van de Nederlands nagesynchroniseerde versie.
Op 24 augustus 2017 is er een spel van Soy Luna uitgekomen genaamd Soy Luna - Tu Historia maar in App formaat.

## Verhaal

### Seizoen 1
Luna Valente (Karol Sevilla) werkt als bezorgster bij een restaurantje in Mexico. In haar vrije tijd gaat ze het liefst relaxen met haar beste vriend Simón (Michael Ronda) of rolschaatsen door Cancun. Het leven van Luna verandert compleet als ze met haar adoptie-ouders naar Argentinië verhuist voor hun werk. Daar ontdekt ze de skatebaan Jam & Roller en leert ze steeds beter rolschaatsen. Ze maakt nieuwe vrienden en wordt verliefd.
In Argentinië ontmoet Luna de drie gemene meiden genaamd Ambar, Jazmín en Delfina. Luna en Amber wonen samen in één huis omdat de "peettante" van Amber werk heeft gegeven aan de ouders van Luna in de villa. De peettante van Amber (Sharon) lijdt nog steeds enorm om de dood van haar zus Lilli die meer dan 10 jaar geleden gestorven is tijdens een brand in de villa. Lilli en haar man Bernie zijn allebei omgekomen tijdens de brand in de villa, maar hun dochtertje Sol is tijdens de brand verdwenen, Sharon dacht dat haar nichtje Sol ook gestorven was, maar ze kwam erachter dat ze nog leeft. In de loop van het seizoen zoeken Sharon en haar assistent Ray uit of Sol Benson nog echt leeft.

### Seizoen 2
Het mysterie rond Sol Benson is eindelijk opgelost, Ray en Sharon kwamen erachter dat Sol leeft en ze kwamen erachter dat Luna "Sol" is. Sharon doet er alles aan om de waarheid geheim te houden, want anders eist Luna/Sol haar erfenis op, en Sharon wil haar fortuin niet kwijt. Daarom verzint ze een leugen over dat Amber Sol Benson is, maar ten slotte zijn alle leugens en geheimen onthuld en Luna komt op het einde van het seizoen erachter dat zij Sol is. Sharon's vader, Sol's opa, woont terug in de villa en is blij verrast dat Sol nog leeft en dat het Luna is.
Bovendien heeft Jam & Roller een nieuwe trainster gekregen genaamd Juliana nadat Tamara is vertrokken. Beetje bij beetje bloeit er een nieuwe liefde tussen Amber en Simon. Jazmín vindt dat haar beste vriendin haar bedriegt omdat Jazmín ook verliefd is op Simon. Ze verbreekt haar vriendschap met Amber. Ook Delfina verbreekt haar vriendschap met Amber. Amber is nu alleen en heeft niemand meer, en al helemaal sinds iedereen erachter is gekomen dat zij de piste (per ongeluk) in brand heeft gestoken. Amber mag van Juliana Jam & Roller niet meer binnentreden en zet haar ook uit het rolschaatsteam. Hierna sluit Amber zich aan bij het nieuwe rolschaatsteam De Sliders, samen met haar nieuwe beste vriendin Emilia, en willen ze winnen van het team van Roller tijdens de rolschaatswedstrijd in Mexico.
Nadat de wedstrijd is afgelopen en de Sliders gewonnen hebben, is Sharon gevlucht en heeft Amber achtergelaten bij de Valentes.

### Seizoen 3
Luna, oftewel Sol, is teruggekeerd met haar adoptieouders en haar opa naar de villa in Argentinië. De villa is nu van hen. Amber heeft haar kledingstijl veranderd naar gothic, en samen met Emilia, Benicio en Ramiro vormt ze het nieuwe rolschaatsteam De Red Sharks waarmee ze strijden tegen het team van Roller. Maar Amber en Ramiro zullen terug bij het team van Roller horen op het einde van seizoen 3.
Een nieuwe jongen genaamd Erik is verliefd geworden op Nina en worden een stel. Luna en Matteo vormen ook een stelmaar daar probeert Emilia een stokje voor te steken!
Sharon wil wraak nemen op haar vader en de Valentes en besluit vermomd terug te komen naar Buenos Aires. Een nieuwe huishoudster (Maggie) komt in de villa werken. Maggie heeft iets te maken met het plan van Sharon, en later ook weer Ray.
Later in het seizoen blijft Luna dromen over haar echte ouders en waarschuwen haar voor de brand die zal komen in de villa die veroorzaakt wordt door de wraakzuchtige Sharon. Sharon ligt nadien zwaar gewond in het ziekenhuis, Luna komt dan achter de schokkende waarheid waarom Sharon al die tijd wraakzuchtig is geweest en vergeeft haar tante.
Amber heeft later weer haar normale kledingstijl en is vormt opnieuw een stel met Simon.
Tijdens de grote seizoensfinale treedt het team op met het nummer “Todo Puede Cambiar” en Luna en Matteo zijn eindelijk weer samen. Amber, Delfina en Jazmin hebben het goedgemaakt en zijn weer vriendinnen. Aan het einde viert Luna haar 18de verjaardag en zo eindigt de serie.

## Rolverdeling
| Acteur                | Personage                 | Nederlandse stem              |
| --------------------- | ------------------------- | ----------------------------- |
| Karol Sevilla         | Luna Valente/Sol Benson   | Lore Stuyck                   |
| Carolina Kopelioff    | Nina Simonetti            | Veerle Burmeister             |
| Ruggero Pasquarelli   | Matteo Balsano            | Sven Bijma                    |
| Valentina Zenere      | Ámbar Smith               | Carré Albers                  |
| Michael Ronda         | Simón Álvarez             | Reuben de Boel                |
| Malena Ratner         | Delfina "Delfi" Alzamendi | Canick Hermans                |
| Agustín Bernasconi    | Gastón Perida             | Tim Murck                     |
| Katja Martínez        | Jazmín Gorjesi            | Stephanie van Rooijen         |
| Ana Jara              | Jimena "Jim" Medina       |                               |
| Jorge López           | Ramiro Ponce              |                               |
| Chiara Parravicini    | Yamila "Yam" Sánchez      | Ianthe Tavernier              |
| Gastón Vietto         | Pedro Arias               | Marc Omvlee (Levi van Kempen) |
| Lionel Ferro          | Nicolás "Nico" Navarro    | Soy Kroon                     |
| Luz Cipriota          | Tamara Rios               | Priscilla Knetemann           |
| Lucila Gandolfo       | Sharon Benson             | Irma Hartog                   |
| Rodrigo Pedreira      | Reinaldo "Rey" Gutiérrez  | Thomas Cordie                 |
| David Murí            | Miguel Valente            | Luc Vandeput                  |
| Ana Carolina Valsagna | Mónica Valente            | Nicoline Dossche              |
| Diego Sassi Alcalá    | Tino                      |                               |
| Germán Tripel         | Cato                      | Jop Joris                     |
| Antonella Querzoli    | Amanda                    | Rosa Mee                      |
| Paula Kohan           | Mora Barza                |                               |
| Ezequiel Rodríguez    | Ricardo Simonetti         | Kevin Hassing                 |
| Caro Ibarra           | Ana Simonetti             | Anneke Beukman                |

### Gastrollen
| Acteur               | Personage       | Nederlandse stem |
| -------------------- | --------------- | ---------------- |
| Samuel Nascimento    | Santi Owen      |                  |
| Sebastián Villalobos | zichzelf        | Juan Gerlo       |
| Santiago Stieben     | Arcade          |                  |
| Gabriel Calamari     | Xavi            | Wout Verstappen  |
| Sofia Carson         | zichzelf        |                  |
| Mirta Wons           | Olga            |                  |
| Sol Moreno           | Daniela         |                  |
| Josefina Pieres      | Veronica "Vero" |                  |

## Afleveringen
| Seizoen | Afleveringen | Uitgezonden   | Uitgezonden       | Uitgezonden      | Uitgezonden      |
| Seizoen | Afleveringen | Start seizoen | Seizoensfinale    | Start seizoen    | Seizoensfinale   |
| ------- | ------------ | ------------- | ----------------- | ---------------- | ---------------- |
| 1       | 80           | 14 maart 2016 | 26 augustus 2016  | 29 augustus 2016 | 16 december 2016 |
| 2       | 80           | 17 april 2017 | 29 september 2017 | 4 september 2017 | 22 december 2017 |
| 3       | 60           | 16 april 2018 | 17 augustus 2018  | 28 mei 2018      | 19 oktober 2018  |

## Muziek
In Soy Luna zijn er drie CD's van het eerste seizoen met in totaal 25 liedjes en een CD van het tweede seizoen met 25 liedjes en een van het derde seizoen met ook weer 25 liedjes.

### Seizoen 1
- 1 Alas gezongen door Karol Sevilla
- 2 Valiente gezongen door Michael Ronda
- 3 Eres gezongen door Karol Sevilla en Michael Ronda
- 4 Prófugos gezongen door Ruggero Pasquarelli en Valentina Zenere
- 5 Un destino gezongen door Michael Ronda, Lionel Ferro en Gaston Vietto
- 6 Sobre ruedas gezongen door Karol Sevilla, Valentina Zenere, Katja Martínez, Malena Ratner, Chiara Parravicini en Ana Jara Martínez
- 7 Corazón gezongen door Agustín Bernasconi en Malena Ratner
- 8 Mírame a mí gezongen door Valentina Zenere
- 9 I'd be crazy gezongen door Ruggero Pasquarelli, Michael Ronda, Agustín Bernasconi, Lionel Ferro en Gaston Vietto
- 10 Siento gezongen door Ruggero Pasquarelli
- 11 Invisibles gezongen door Michael Ronda, Lionel Ferro en Gaston Vietto
- 12 Camino gezongen door iedereen
- 13 Niet te stoppen gezongen door Shalisa van der Laan en Ridder van Kooten
- 14 Vuelo gezongen door iedereen
- 15 Música en ti gezongen door Karol Sevilla
- 16 A rodar mi vida gezongen door iedereen
- 17 Nada ni nadie gezongen door Ruggero Pasquarelli
- 18 Chicas así gezongen door Valentina Zenere, Malena Ratner en Katja Martínez
- 19 Tengo un corazón gezongen door Carolina Kopelioff
- 20 Qué más da gezongen door Karol Sevilla en Ruggero Pasquarelli
- 21 Sin fronteras gezongen door Karol Sevilla en Carolina Kopelioff
- 22 Eres - Radio Disney Vivo gezongen door Karol Sevilla, Ruggero Pasquarelli en Michael Ronda
- 23 Valiente - Radio Disney Vivo gezongen door Karol Sevilla en Michael Ronda
- 24 Alas - Radio Disney Vivo gezongen door iedereen
- 25 A rodar mi vida - Versión acústica gezongen door Chiara Parravicini

### Seizoen 2
- 26(1) Siempre juntos gezongen door Karol Sevilla
- 27(2) Alzo mi bandera gezongen door Michael Ronda, Lionel Ferro en Gastón Vietto
- 28(3) La vida es un sueño gezongen door Karol Sevilla
- 29(4) Fush ¡te vas! gezongen door Katja Martínez
- 30(5) ¿Cómo Me Ves? gezongen door Valentina Zenere
- 31(6) Mitad y mitad gezongen door Agustín Bernasconi en Carolina Kopelioff
- 32(7) Valiente gezongen door iedereen
- 33(8) Honey funny gezongen door Chiara Parravicini, Ana Jara Martinez en Jorge Lopez
- 34(9) Linda gezongen door Michael Ronda, Lionel Ferro en Gastón Vietto
- 35(10) Cuenta conmigo gezongen door iedereen
- 36(11) Vives en mí gezongen door Karol Sevilla en Ruggero Pasquarelli
- 37(12) I've got a feeling gezongen door iedereen
- 38(13) Princesa gezongen door Ruggero Pasquarelli
- 39(14) Footloose gezongen door iedereen
- 40(15) Sólo para ti gezongen door Karol Sevilla
- 41(16) Catch me if you can gezongen door Valentina Zenere
- 42(17) Pienso gezongen door Michael Ronda, Lionel Ferro en Gastón Vietto
- 43(18) Andaremos gezongen door Karol Sevilla en Michael Ronda
- 44(19) Allá voy gezongen door Ruggero Pasquarelli en is geschreven door hemzelf
- 45(20) No te pido mucho gezongen door Karol Sevilla
- 46(21) Stranger gezongen door Ruggero Pasquarelli
- 47(22) Aquí estoy gezongen door Ruggero Pasquarelli en Agustín Bernasconi
- 48(23) Yes, I do gezongen door Chiara Parravicini
- 49(24) Yo quisiera gezongen door Michael Ronda
- 50(25) Siempre juntos - versión grupal gezongen door iedereen

### Seizoen 3
- 51(1) Soy Yo gezongen door Karol Sevilla
- 52(2) Mano a Mano gezongen door Katja Martinez en de meiden
- 53(3) Claroscuro gezongen door Valentina Zenere
- 54(4) Solos gezongen door Valentina Zenere en Michael Ronda
- 55(5) Modo Amar gezongen door iedereen
- 56(6) Ja Jazmin gezongen door Katja Martinez
- 57(7) Borrar Tu Mirada gezongen door Chiara Paravicini en Ana Jara Martinez
- 58(8) Despierta Mi Mundo gezongen door het team van Roller
- 59(9) Esta noche no paro gezongen door Ruggero Pasquarelli
- 60(10) Quedate gezongen door Karol Sevilla
- 61(11) Mi Corazon have Wow wow gezongen door Jandino
- 62(12) Nada me podra parar gezongen door Karol Sevilla
- 63(13) Tu Carcel

gezongen door iedereen